# Kijevo
Kijevo es un municipio de Croacia situado en el condado de Šibenik-Knin. Según el censo de 2021, tiene una población de 272 habitantes.

## Demografía
| Gráfica de población de Kijevo 1869-2021                           |
|                                                                    |
| Según los censos de población de la Oficina de Estadísticas Croata |